# Opstanding van de doden en verdoemden die naar de hel worden gevoerd
De Opstanding van de doden en verdoemden die naar de hel worden gevoerd is een fragment van een schilderij van een navolger van de Zuid-Nederlandse schilder Jheronimus Bosch in de Alte Pinakothek in München.

## Voorstelling

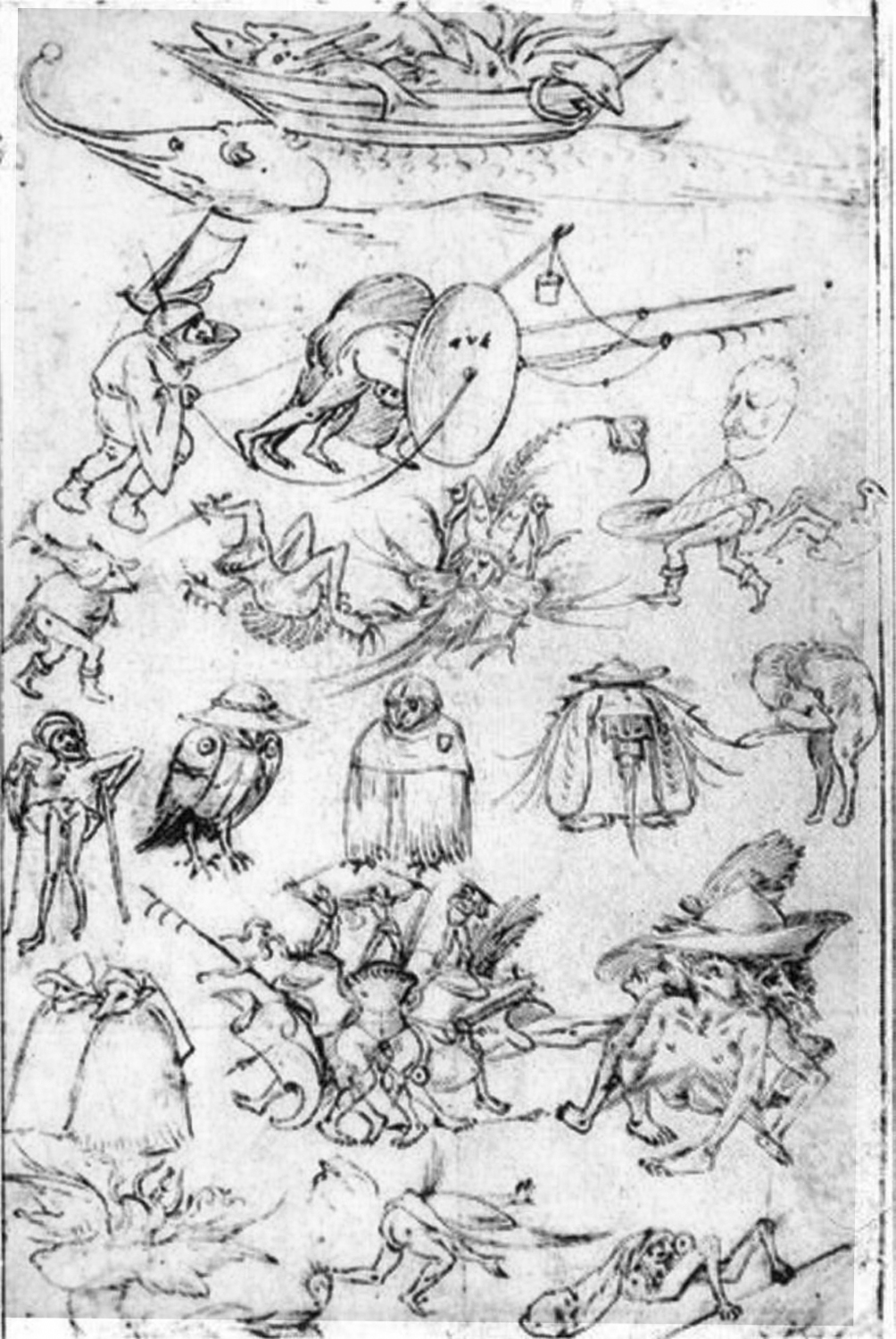
Navolger of naar Jheronimus Bosch. Fantasiewezens en een grote vis. Oxford, Ashmolean Museum.

Uit de verschillende figuren is op te maken dat het fragment oorspronkelijk de rechter benedenhoek vormde van een schilderij – mogelijk het middenpaneel van een drieluik – met als onderwerp het Laatste Oordeel. Van Jheronimus Bosch is minstens één Laatste Oordeel bewaard gebleven, het Laatste Oordeel-drieluik in Wenen. Met dit werk brak de schilder met de bestaande iconografische traditie door de scheiding tussen de uitverkorenen en verdoemden vrijwel geheel weg te laten. Ook gebruikte hij de ‘hel op aarde’ om verschillende uitwassen van de mens aan de kaak te stellen. Dit is ook het geval op het fragment in München. Op de linkerhelft van het paneel komen de menselijke figuren letterlijk uit de grond. Onder hen bevinden zich ook een koning, keizer bisschop en kardinaal, alsof de schilder aan wil geven dat op de dag des oordeels rang en stand er niet meer toe doen. Sommige figuren kijken wanhopig naar boven, waarschijnlijk naar de oordelende Christus, die zich op het verdwenen gedeelte bevond. Een van de figuren wacht een man met zijn hoofd tussen zijn knieën wanhopend zijn lot af, terwijl rechts allerlei demonen en gedrochten, uitgerust met harken, aan komen lopen om de verdoemden mee naar de hel te slepen.
Op het werk bevinden zich rechtsonder een op de rug geziene duivel met hoed en daaronder een liggend monster, dat met behulp van een harkje het lichaam van een verdoemde ziel van een ander monster probeert te stelen. Deze twee figuren komen ook voor op een schetsblad van een navolger of naar Jheronimus Bosch in het Ashmolean Museum in Oxford.
Linksonder bevindt zich een donkerblauwe gewaadplooi. Hiervan wordt gezegd dat deze behoorde tot een grote, staande aartsengel Michaël. Als dit zo is kan de oorspronkelijke voorstelling als volgt gereconstrueerd worden: bovenaan troont Christus als rechter, daaronder weegt Michaël de zielen met links van hem de opstanding van de uitverkorenen, die door engelen daar de hemel geleid worden en rechts de opstanding van de verdoemden – het bewaard gebleven fragment – met demonen die hen naar de hel leiden. Dergelijke Laatste Oordeel-voorstellingen zijn in de 15e eeuw talrijk. Voorbeelden hiervan zijn de Polyptiek van het Laatste Oordeel van Rogier van der Weyden in het Hospices de Beaune en Het Laatste Oordeel van Hans Memling in Gdańsk.

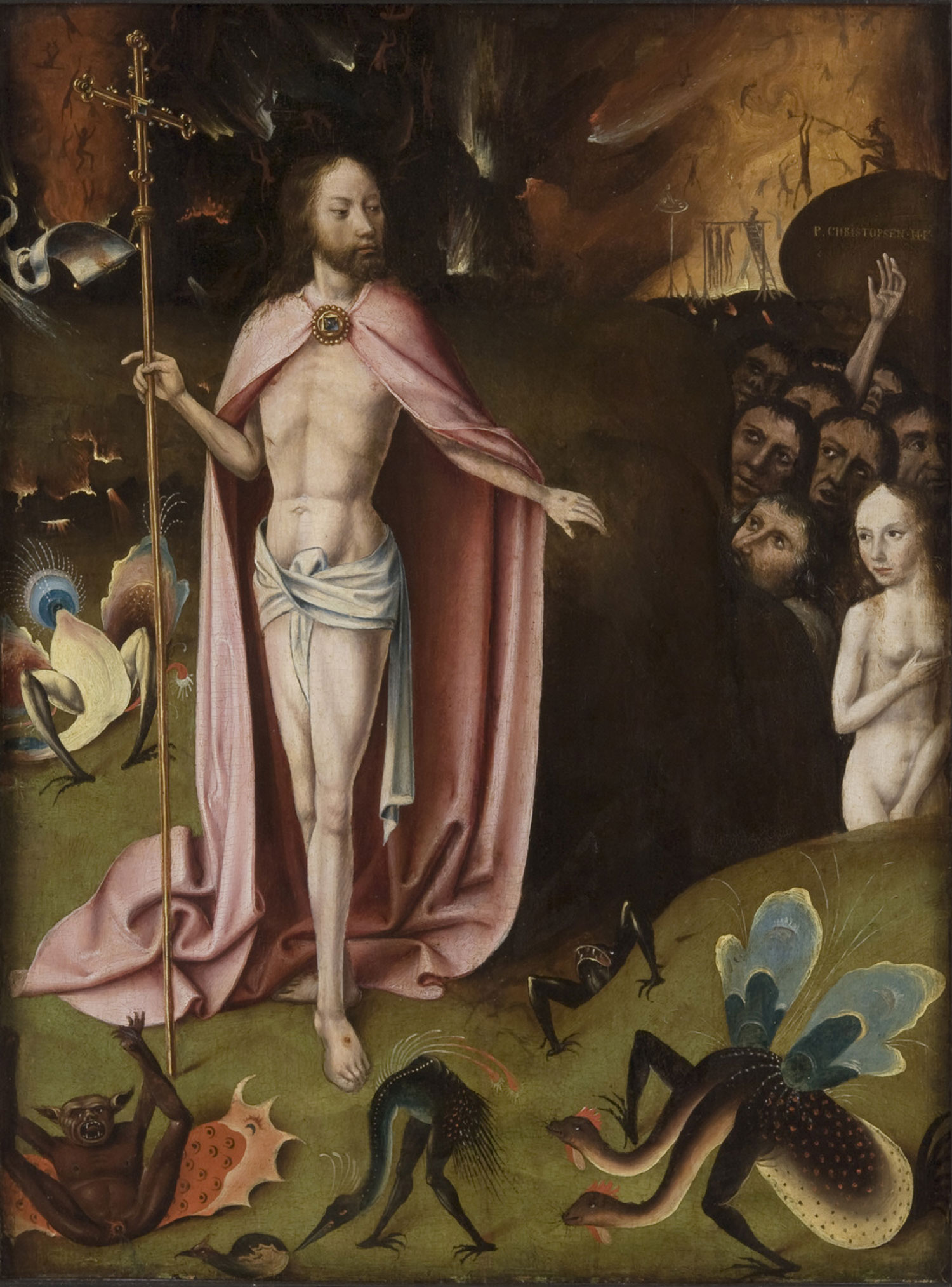
Navolger van Jheronimus Bosch. Christus in Limbo. 16e eeuw. Philadelphia, Philadelphia Museum of Art.

## Datering en toeschrijving
Het schilderij werd in 1936 voor het eerst aan Bosch toegeschreven. Deze toeschrijving werd overgenomen door Bosch-kenners als Max Friedländer en Charles de Tolnay. Volgens Ludwig von Baldass stamt het werk uit dezelfde periode als de Kruisdraging in Gent, die door hem als laatste werk van Bosch wordt beschouwd. De toeschrijving aan Bosch wordt ondersteund door recent Dendrochronologisch onderzoek, waaruit bleek dat het werk al omstreeks 1448 ontstaan kan zijn. Tegenwoordig zijn vrijwel alle experts het er echter over eens dat op grond van de stijl van het werk een zo vroege datering zeer onwaarschijnlijk is. De monsters en enkele figuren hebben weliswaar iets Bosch-achtig, de schematische opzet, de gemaniëreerdheid van de figuren en het gebrek aan diepte wijzen in de richting van een (vroege) navolger. Volgens Bosch-kenner Gerd Unverfehrt was dit een anonieme meester die rond 1520 actief was en ook de maker was van de Christus in Limbo, die zich tegenwoordig in het Philadelphia Museum of Art bevindt, en de Antonius met monsters, die deel uitmaakt van een privéverzameling in 's-Hertogenbosch.

## Herkomst

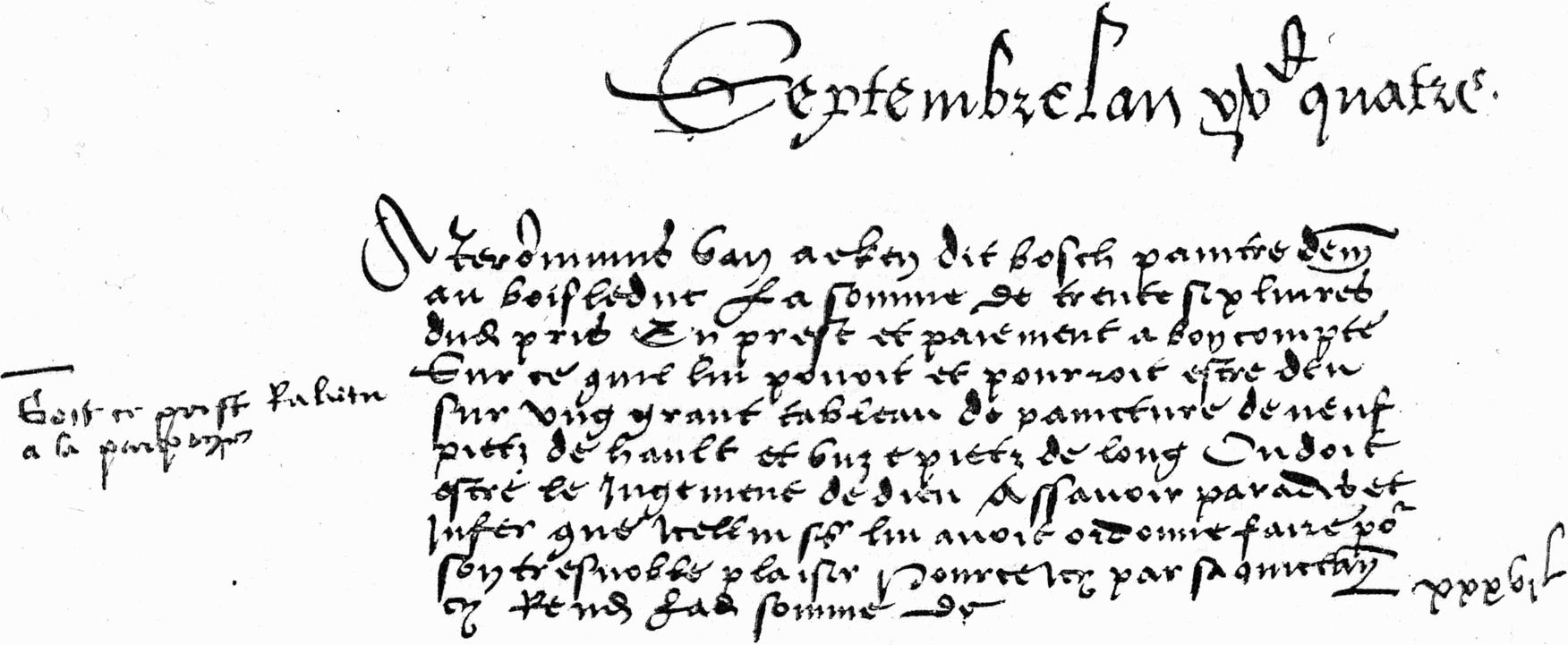
Rekening van een aanbetaling van £36 door Filips de Schone aan Jheronimus Bosch voor het maken van een Laatste Oordeel. September 1504. Rijsel, Archives départementales du Nord, Lille (Register B. 2185, fol. 230 vo).

Het schilderij werd in 1822 voor het eerst gesignaleerd als onderdeel van de verzameling van de Städtliche Galerie in Neurenberg. Van 1877 tot 1920 bevond het zich in het Germanisches Nationalmuseum, eveneens in Neurenberg. Daarna kwam het in het bezit van de Beierse Staatsschilderijenverzameling, waartoe ook de Alte Pinakothek behoort.
Volgens sommige auteurs is het werk identiek aan het schilderij met het Laatste Oordeel dat Filips de Schone in 1504 bij Bosch bestelde en waarvoor hij een aanbetaling van 36 pond deed. Men baseerde zich daarbij op de in de afrekening genoemde afmetingen van het werk, 9 bij 11 voet (ongeveer 248 bij 303 cm). Deze afmetingen zouden overeenkomen met het oorspronkelijk paneel van het fragment in München. Verdere bewijzen ontbreken echter.

## Tentoonstellingen
De Opstanding van de doden en verdoemden die naar de hel worden gevoerd maakte deel uit van de volgende tentoonstelling:
- Jheronimus Bosch, Noordbrabants Museum, 's-Hertogenbosch, 17 september-15 november 1967, cat.nr. 47, p. 163, met afb. in zwart-wit (als Jheronimus Bosch, Laatste Oordeel).